# Dziadowska Turniczka
Dziadowska Turniczka (słow. Kostolníkova vežička) – turnia znajdująca się w masywie Kościołów w słowackich Tatrach Wysokich. Leży w Zimnowodzkiej Grani, którą Pośrednia Grań wysyła na południowy wschód. Jest położona w południowo-wschodniej grani Małego Kościoła – od bloku szczytowego oddziela go Dziadowski Przechód. Z kolei z drugiej strony turnia sąsiaduje z Dziadowskim Kopiniakiem, który oddzielony jest Dziadowską Szczerbiną.
Na wierzchołek Dziadowskiej Turniczki nie prowadzą żadne szlaki turystyczne. W dawniejszej literaturze słowackiej Dziadowska Turniczka i Dziadowski Kopiniak traktowane były jako jeden obiekt (Veža nad Ohniskom).
Polska nazwa Dziadowskiej Turniczki i innych sąsiednich obiektów jest wynikiem nieporozumienia przy tłumaczeniu – słowackie słowo kostolník oznacza osobę opiekującą się kościołem i nie ma wydźwięku pejoratywnego. Słowacka nazwa powstała jako luźne skojarzenie z pobliskimi Kościołami i jest autorstwa wspinających się tu taterników.